# ハムユイ

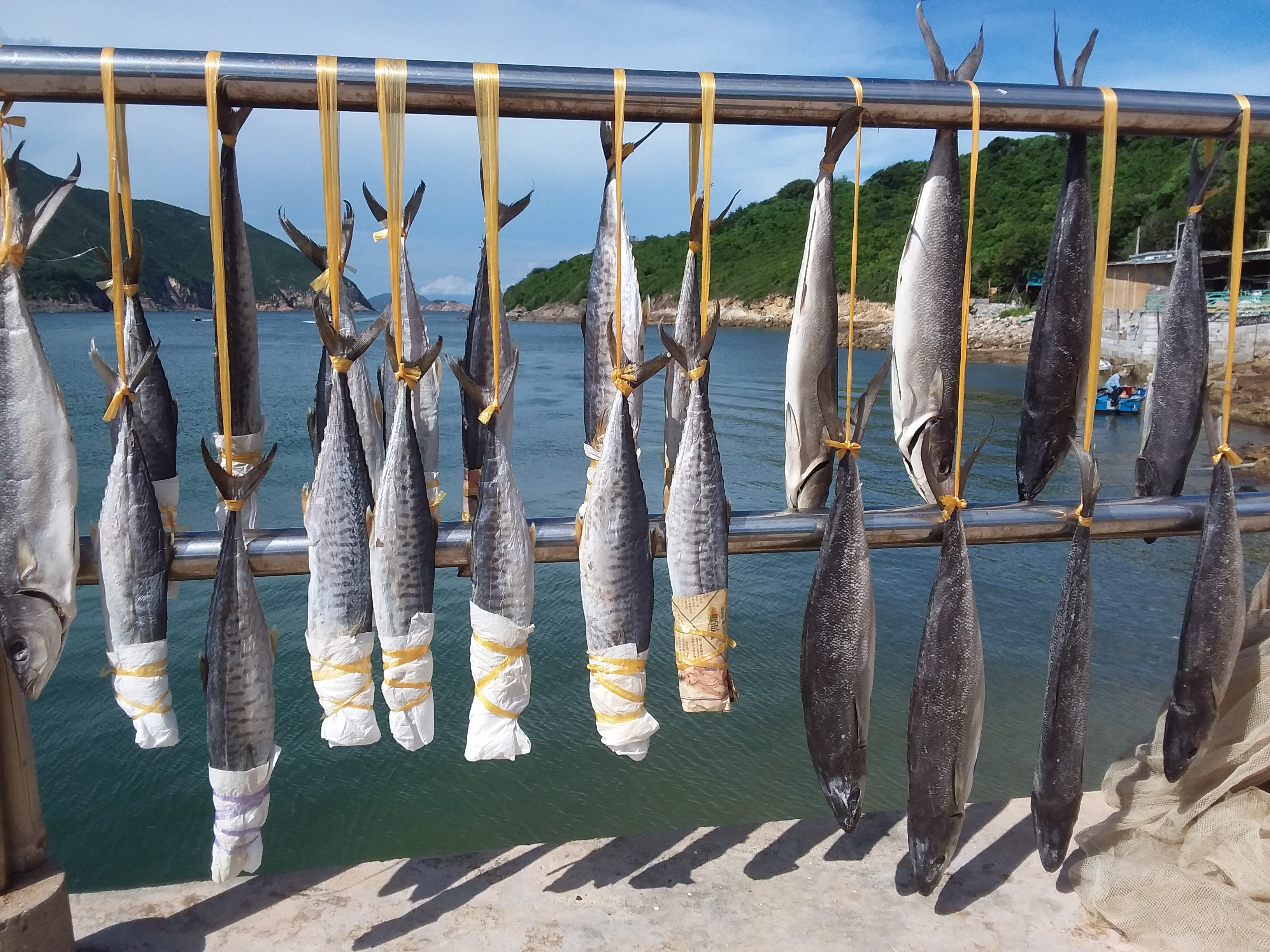
天日干しされているハムユイ（西貢市）

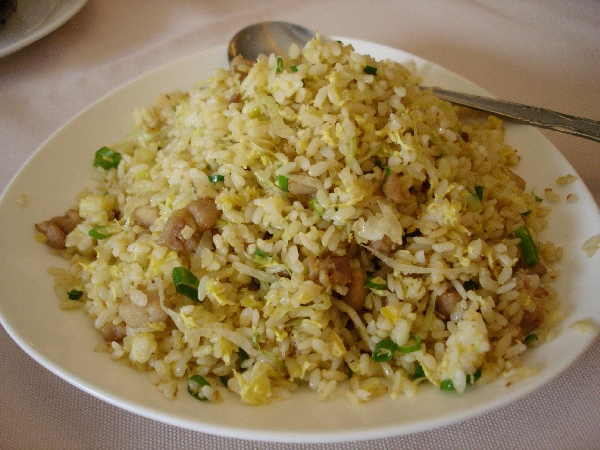
鶏肉とハムユイの炒飯

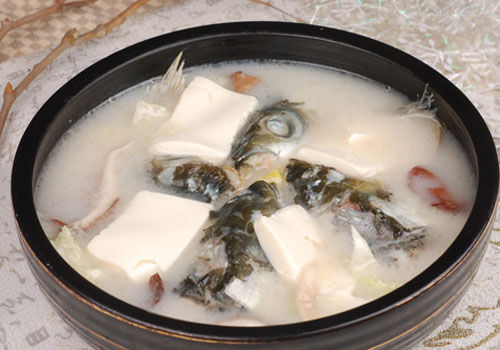
豆腐とハムユイ、魚の頭の汁

ハムユイ（咸魚、鹹魚、中国語: 咸鱼、鹹鱼）は、中華人民共和国広東省、香港、台湾などで食べられている、塩漬けにした魚を干した発酵食品。

## 概要
魚を塩漬けで半発酵させた後に天日干しにしたものである。
使用される魚はツバメコノシロが有名であるが、ミナミコノシロやヒラコノシロも原料にされる。
独特の発酵臭がある。利用法としては、蒸したり、煮たり、そのまま焼く。また、塩分が強いので、小さく刻んで調味料代わりにして炒飯や野菜炒めの風味付けにするといったものがある。

## 俗語表現
広東語由来で、「死体」が転じて「やる気のない、体を動かしたくない人」を指す語として使用される。
1980年の映画『燃えよデブゴン 正義への招待拳』は原題が『鹹魚番生』だが、この熟語は「死に体になっていたものが息を吹き返す」といったような意味合いがある。映画では「年老いて隠遁していた義賊が甦り、再び正義のために立ち上がる」というストーリーを表す題にもなっている。
2001年の映画『少林サッカー』で周星馳演じる主人公が言った台詞から、「咸鱼」という単語に「夢のない人」という意味合いが加わるようになった。